# El objeto antes llamado disco
El Objeto Antes Llamado Disco es el séptimo álbum de estudio de la banda de rock alternativo Café Tacvba, lanzado al mercado por Universal Music Group el 22 de octubre de 2012. En este álbum, la banda colaboró una vez más con el galardonado productor musical argentino Gustavo Santaolalla.
El primer sencillo de álbum fue «De este lado del camino» publicado en agosto de 2012, «Olita del Altamar» publicado en enero de 2013 y «Aprovéchate», publicado en mayo del mismo año.
El álbum se grabó en cuatro sesiones con público en distintas ciudades (Santiago de Chile, Buenos Aires, Los Ángeles y Ciudad de México). Esto fue propuesto por el vocalista de la banda.
Fue elegido el mejor álbum Latino del 2012 por iTunes.

## Lista de canciones
| N.º | Título                                                         | Duración |  |
| 1.  | «Pájaros» (Emmanuel del Real)                                  | 2:21     |  |
| 2.  | «Andamios» (Joselo Rangel)                                     | 4:01     |  |
| 3.  | «De este lado del camino» (Emmanuel del Real y Ruben Albarran) | 4:38     |  |
| 4.  | «Espuma» (Emmanuel del Real)                                   | 3:45     |  |
| 5.  | «Olita del Altamar» (Emmanuel del Real)                        | 3:42     |  |
| 6.  | «Aprovéchate» (Joselo Rangel)                                  | 4:14     |  |
| 7.  | «Zopilotes» (Joselo Rangel)                                    | 4:33     |  |
| 8.  | «Yo busco» (Joselo Rangel)                                     | 4:01     |  |
| 9.  | «Tan mal» (Enrique Rangel)                                     | 2:51     |  |
| 10. | «Volcán» (Emmanuel del Real y Ruben Albarran)                  | 4:48     |  |

## Miembros
- Zopilote (Rubén Albarrán)
- Emmanuel del Real
- Joselo Rangel
- Quique Rangel

## Certificaciones
| País   | Organismo certificador | Certificación | Ventas certificadas | Ref   |
| ------ | ---------------------- | ------------- | ------------------- | ----- |
| México | AMPROFON               | Oro           | 30.000              | [ 1 ] |